# Дніпро (мотоцикл)

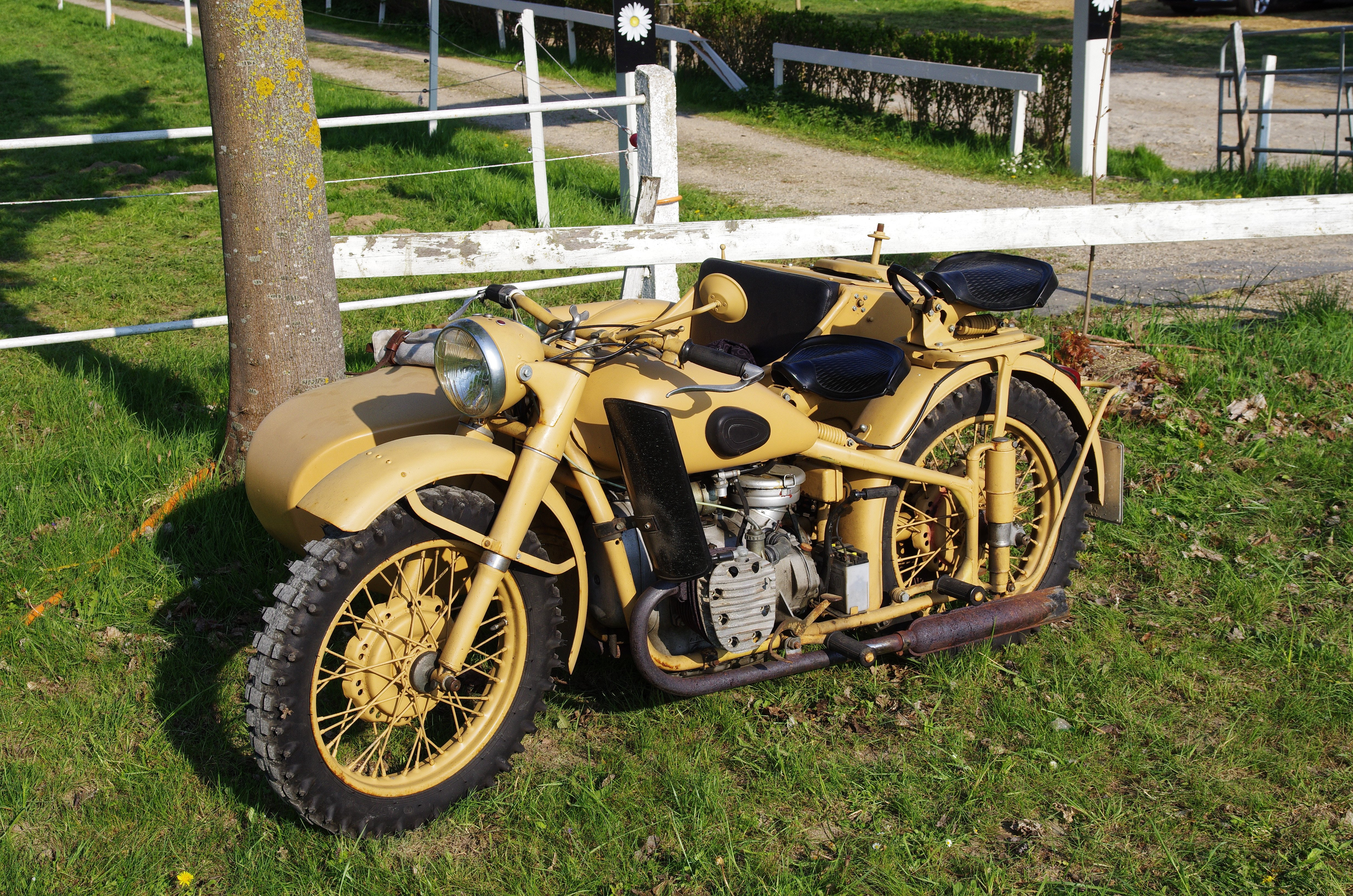
М-72 — перший важкий мотоцикл Київського мотоциклетного заводу

Дніпро (рос. Днепр) — серія важких дорожніх мотоциклів з боковим причепом виробництва Київського мотоциклетного заводу (КМЗ).
У пострадянський час всі важкі мотоцикли КМЗ узагальнено називають «Дніпро» або «МТ», хоча перша модель, що отримала власну назву «Дніпро» К-650, з'явилася в 1968 році.

## Історія моделі
Першою продукцією Київського мотоциклетного заводу був мотоцикл К-1Б «Киянин» (рос. Киевлянин), його виробляли за документацією та на обладнанні, вивезеному за репарацією з Німеччини в листопаді 1946 року. Це була копія німецького мотоцикла «Wanderer 1Sp» з двигуном «Sachs 98» об'ємом 98 см3.
У 1949 році після закриття Горьківського мотоциклетного заводу на київський завод були відряджені близько 100 фахівців з метою налагодження випуску військового важкого мотоцикла М-72, що вироблявся в Горькому. Також до Києва було перевезено устаткування ГМЗ. М-72 був копією довоєнного німецького мотоцикла BMW R71. У 1950 році почалося його серійне виробництво в Києві.
З цього часу важкі мотоцикли з боковим причепом стали основною продукцією заводу. Значна кількість мотоциклів вироблялася для військових потреб, що відобразилося в індексах маркування моделей: «В» (військовий), «МВ» (рос. мотоцикл военный) та «МТ» (рос. мотоцикл тяжелый).
З 1956 року на заводі почали випускати модель мотоцикла К-750 власної розробки з доопрацьованим двигуном від М-72. Двигун К-750 оснастили новими головками циліндрів (змінилася форма ребер і збільшили ступінь стиснення); на поршні встановили по два мастилознімні кільця; для кращого охолодження на картері двигуна зробили ребра; змінили кришку шестерень ГРМ та запалювання. Підвіска заднього колеса стала маятниковою, з пружинними телескопічними гідравлічними амортизаторами, які були відсутні на М-72 та його модифікаціях. К-750 також відрізнявся від попередника новим боковим причепом із пружинною (не торсіонною) підвіскою колеса з гідравлічним амортизатором. Мотоцикл К-750 став базовим для подальших моделей, що згодом отримали назву «Дніпро» (рос. Днепр).

## Технічні особливості
Важкі мотоцикли серії «Дніпро» мали боковий причіп, переважно з ведучим колесом.
Всі моделі мотоциклів оснащувались двоциліндровими чотирьохтактними опозитними бензиновими двигунами робочим об'ємом 750 або 650 см3. У двигуна два карбюратори, запуск кікстартером. Коробка передач чотирьохступенева з ножним перемиканням, зчеплення дводискове, сухе.
Рама мотоцикла трубчаста, закритого типу. Передня вилка телескопічна (з 1963 року) з пружинними масляними амортизаторами. Задня підвіска маятникова з телескопічними амортизаторами. Привід на заднє колесо через карданний вал. Зазвичай, на боковому причепі встановлювалось запасне колесо.
Електрообладнання: генератор напругою 6В (згодом 12В), свинцевий акумулятор, котушка запалювання, реле-регулятор.
Технічна характеристика К-750 базової моделі мотоциклів «Дніпро»
- База — 1450 мм
- Довжина — 2400 мм
- Висота — 1040 мм
- Ширина з причепом — 1650 мм
- Двигун — двоциліндровий чотирьохтактний бензиновий, робочий об'єм 746 см3, 26 к.с. / 2900 об. хв.
- Макс. швидкість — до 90 км/год
- Витрата бензину — 6—6,2 літра на 100 км
- Розмір шин — 3,75×19
- Вага разом з причепом — 318 кг
- Вантажопідйомність — до 300 кг
- Ємність паливного бака — 21 л.
- Кількість місць — 1—3 чол.[6]

## Модельний ряд мотоциклів

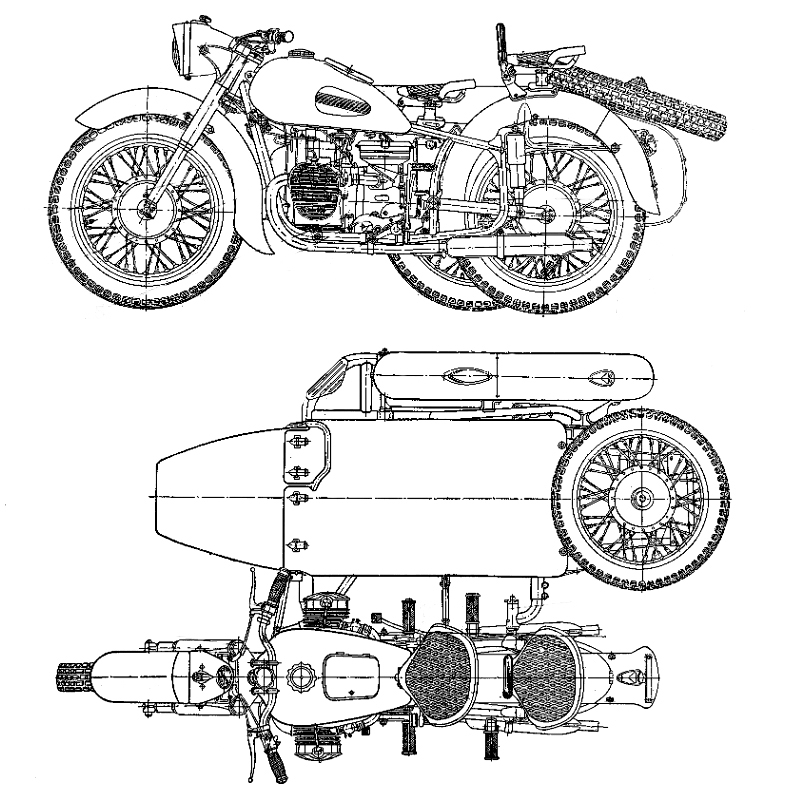
Мотоцикл К-750М базова модель мотоциклів «Дніпро» 1963 р.

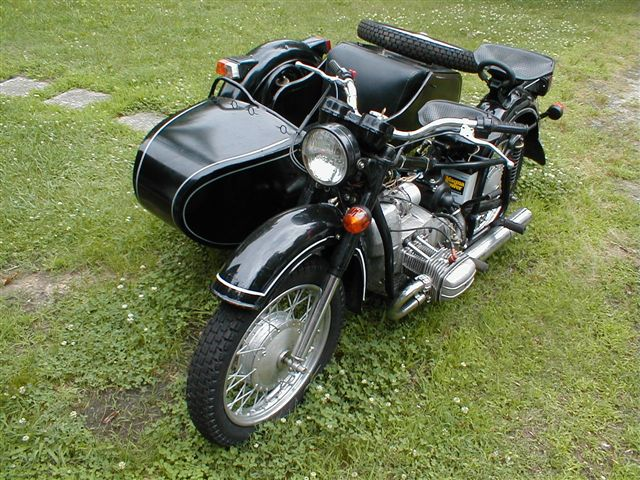
Мотоцикл «Дніпро» МТ-11 (КМЗ-8.155) популярна модель виробництва київського мотоциклетного заводу 1985 рік

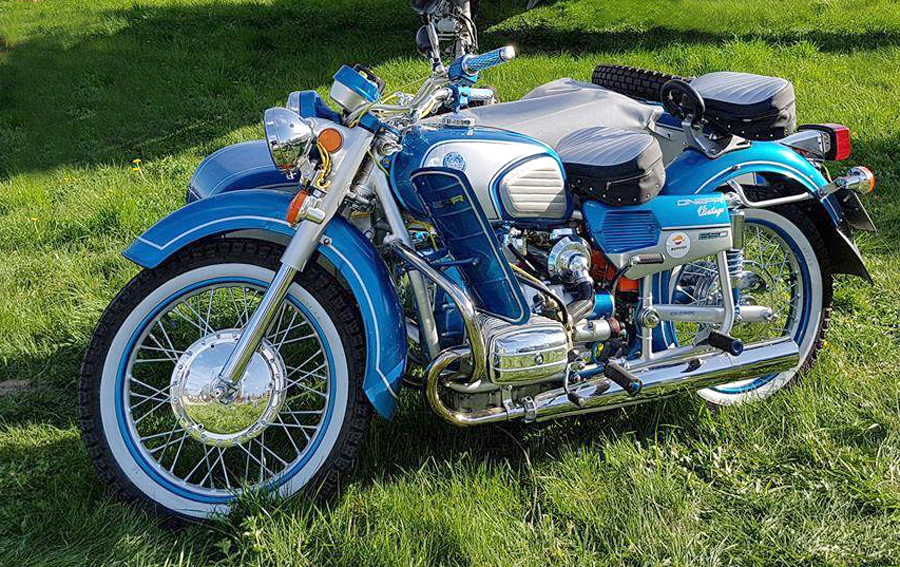
Мотоцикл Дніпро «Dnepr Vintage» Limited Edition.

- К-750 (1958) — подальше вдосконалення моделі М-72. Оснащено новим двигуном з підвищеним ступенем стиснення, модернізованими підвісками, коротковажільною вилкою переднього колеса.

Кузов бокового причепа встановлювався на гумових подушках, колесо на важельній підвісці з пружинно-гідравлічним амортизатором, в результаті чого була значно поліпшена плавність ходу. Потужність двигуна підвищено до 26 к.с., витрату палива зменшено на 1 літр на кожні 100 км шляху.
- К-750В — військове виконання мотоциклів К-750 без приводу на колесо бокового причепа.
- К-750М (1963) — модифікація К-750, оснащено передньою довгоходовою телескопічною вилкою.

Збільшено моторесурс двигуна, за рахунок поліпшення охолодження головок циліндрів і оливи в картері двигуна тепловий режим було знижено на 20—25 °C. Була покращена конструкція механізму перемикання передач, що підвищило довговічність коробки передач. Змінено конструкцію органів керування мотоцикла: котушкова рукоятка управління дроселем карбюратора та важелі зчеплення і переднього гальма стали надійніші. Покращено гальма: захистили внутрішню порожнину гальмівних барабанів шляхом введення лабіринтового ущільнення в сполучених деталях.
Сидіння роздільні. На 1965 рік завод виробляв 26300 мотоциклів щорічно.
- МВ 750 (1964) — військова модифікація К-750 з приводом на колесо бокового причепа.
- К-650 (1968) — важлива етапна модель мотоциклів КМЗ, перша модель, що отримала власну назву «Дніпро» (рос. Днепр).

К-650 було оснащено новим двигуном із верхнім розташуванням клапанів, новою системою змащення КШМ. Робочий об'єм 650 см3, потужність 32 к.с., при 5000—5200 об./хв. Максимальна швидкість мотоцикла з новим двигуном підвищилася до 100 км/год.
Після зміни заводських індексів назви, вироблявся як МТ–8.
Конструкторське бюро двигунів, очолюване інженером Н. А. Овчаренком, ще в 1960 році розробило перші зразки верхньоклапанного двигуна з робочим об'ємом 650 см3. В процесі випробувань з'ясувалося, що найбільш недовговічним вузлом двигуна є збірний сталевий колінвал та чавунні циліндри, термін служби яких не перевищував 20—25 тис. км.
Спільно з кафедрою ливарного виробництва Київського політехнічного інституту в 1963—1966 роках була розроблена конструкція колінчастого вала, що відливався в оболонкові форми з високоміцного чавуну. Новий колінвал дозволив підвищити моторесурс двигуна до 1000 годин роботи, проведені випробування показали, що після 40 тис. км пробігу мотоцикла знос шийок колінвала був мінімальним. Було також покращено систему змащення кривошипно-шатунного механізму та забезпечено високий ступінь очищення моторної оливи. У двигуні були застосовані біметалеві циліндри з чавунною гільзою та алюмінієвими ребрами охолодження, нижньоклапанна система механізму газорозподілу двигуна замінена ефективнішою верхньоклапанною.
Маса мотоцикла 315 кг, напруга 6 вольт, КПП 6204, паливний бак 21 літр, бензин АІ-72/76, сидіння роздільне.
- МТ-9 (1971—1976) — оснащено коробкою передач із заднім ходом, напівавтоматом вимикання зчеплення, з відцентровим автоматом випередження запалювання, сидіння роздільне[9]. Виготовлено 189463 шт.
- МТ-10 (1974) — основні відмінності від МТ-9: оснащено електрообладнанням на 12 вольт, нові освітлювальні прилади, суцільне сидіння підвищеного комфорту, спідометр та світлоіндикація винесені з фари в щиток приладів[10].
- МВ-650 (1976) — військова модифікація МТ-10 з приводом на колесо причепа, з блокуванням диференціалу.
- МТ-10-36 (1976—1984) — покращена версія з двигуном 36 к.с. і стоянковим гальмом на важелі гальм переднього колеса. Попередній варіант МТ-10 з двигуном 32 к.с. почали неофіційно називати МТ-10-32.
- Дніпро-12 (1977) — оснащено двигуном К-750 з КПП від МТ-9, привід на бокове колесо без блокуванням диферіціалу.
- Дніпро-11 (КМЗ-8.155) (1985) — двигун КМЗ-8. 15501, 32 к.с. Конструкційні зміни: поліпшили масляний насос; розподільчий вал, для поліпшення тягово-динамічної характеристики; встановлено карбюратори нової моделі К-63; нова конструкція поршня, доопрацьована рама бокового причепа (в пізніх екземплярах рама розширена до ширини автомобільної колії); повітряний фільтр з очисним паперовим елементом; нова система випуску газів; оснащено гальмівним механізмом колесо бокового причепа та стоянковим гальмом.
- Дніпро-16 (КМЗ-8.922/КМЗ-156-200), (1986) — з двигуном 32 к.с., пониженою першою передачею[джерело?] і приводом на колесо бокового причепа.
- Дніпро КМЗ 8.157.01 «Соло» (1996) — перший важкий мотоцикл без бокового причепа. Також подібні модифікації КМЗ 8.157.02, КМЗ-8.157-022 «Чопер».

Основні відмінності від стандартних МТ були: електростартер двигуна; переднє колесо на 18к. дюймів (у більшості екземплярів і заднє) з хромованим ободом; вилка з м'якими пружинами, плаваючим «крилом» та зміненим кутом нахилу; задні амортизатори з хромованими і м'якими пружинами; 2к. глушники; бічні декоративні кришки; світлові сигнали поворотів з обох боків, «крило» переднього колеса (в більшості екземплярів і заднього) мало іншу форму. 5-ступінчата коробка передач була встановлена в обмеженій кількості екземплярів. Виготовлено в незначній кількості.
- Ескортні мотоцикли — в різні роки на базі моделей М-72, К-750, К-650 вироблялись спеціальні модифікації ескортних мотоциклів для 9-го управління КДБ СРСР. Вони мали маркування «Ескорт-73», КМЗ-8.953 «Ескорт-78» та інші.
- Спортивні моделі — було випущено спортивні мотоцикли М-53С (1956 р.), К-750СМ. Також збудовано декілька зразків мотоцикла Дніпро 158-02 «Эндуро динаміт» (прибл. 1988 рік), оснащеного двоциліндровим опозитним двигуном об'ємом 1000к. см3, потужністю 70к. к.с.
- Limited Edition серії Vintage 2017. У 2017 групою ентузіастів KMZ Dnepr Motorcycles за допомогою AUTO-Consulting Design було зібрано серію мотоциклів Дніпро «Dnepr Vintage». Limited Edition серії Vintage відрізняє особливий дизайн, ручне складання і поліпшена комплектація[11].

Мотоцикл «Dnepr Vintage», оснащений 650-кубовим двигуном потужністю 32к. к.с. з електричним стартером, електронним запалюванням із режимами «Спорт», «Нормал», «Off-Road» та генератором потужністю 700к. Вт. Двигун обладнаний системою змащення підвищеної ефективності. Мотоцикли цієї серії складаються повністю вручну (не на КМЗ) із запчастин заводського виробництва, які були викуплені авторами проекту «Dnepr Vintage». Прем'єра моделі відбулася 28 квітня 2017 року на виставці OldCarLand-2017 в м. Київ.

## Цікаві факти
- Мотоцикли К-750 використовувалися в міліції СРСР як патрульний транспорт. Міліцейський К-750 знімався у відомому фільмі Е. Рязанова «Стережись автомобіля».
- У побуті мотоцикл К-750 називали «Касік».
- У фільмі «Індіана Джонс і останній хрестовий похід» (1989) головний герой і його батько тікають від нацистів з Австрії на вкраденому в них мотоциклі «Дніпро МТ-11», який очевидно має схожість з німецькими військовими мотоциклами BMW.
- На початку італійського фільму «Ас» (1981) персонаж Адріано Челентано роз'їжджає на мотоциклі «Дніпро МТ-9».
- Зак Брафф їздить на «Дніпро-12» у своєму фільмі «Країна садів».